# Neastacilla bacillus
Neastacilla bacillus là một loài chân đều trong họ Arcturidae. Loài này được Barnard miêu tả khoa học năm 1920.